# Покровське (Ульяновська область)
Покровське (рос. Покровское) — село в Цильнинському районі Ульяновської області Російської Федерації.
Населення становить 551 особу. Входить до складу муніципального утворення Мокробугурнинське сільське поселення.

## Історія
Від 2004 року входить до складу муніципального утворення Мокробугурнинське сільське поселення.

## Населення
| 2010 |
| ---- |
| 551  |